# 다나카 준야 (1987년)
다나카 준야(일본어: 田中 順也, 1987년 7월 15일 ~ )는 일본의 축구 선수이며, 포지션은 미드필더 겸 공격수이다.

## 경력

### 클럽 경력
2009년 여름 가시와 레이솔에 입단하였다. 본래 대학교 방학 기간 동안의 1개월 단기 특별 계약을 체결할 예정이었으나 가시와의 네우시뉴 바프티스타 감독의 요청에 의해 시즌 종료까지 계약을 연장하였다. 2010 시즌을 앞두고 가시와와 정식 계약에 서명하여 리그 24경기에 출전하였다. 다음 시즌엔 리그 30경기에 출전하여 13골을 기록하며 팀의 리그 우승에 공헌하였고 시즌 종료 후 열린 2011 클럽 월드컵에 출전하여 오클랜드 시티를 상대로 득점을 기록하기도 하였다. 2012 시즌엔 5골에 그쳤다가 2013 시즌엔 11골과 동시에 어시스트도 두 자릿 수를 기록하며 부진을 떨쳐냈다.
2014년 6월 29일 포르투갈의 클럽 스포르팅 CP과 5년 계약을 체결하였다. 2015년 1월 11일 브라가를 상대로 데뷔골을 터뜨렸다.

### 국가대표팀 경력
2011년 9월 일본 대표팀에 처음 선발되었으나 경기에 출전하지는 못하였다. 2012년 2월 24일 아이슬란드와의 경기에서 국제 A매치 데뷔전을 치렀다. 그는 2014년까지 국제 A매치 통산 4경기에 출전했다.

## 통계
| 일본 | 일본 | 일본 |
| 연도 | 출전 | 득점 |
| ---- | ---- | ---- |
| 2012 | 1    | 0    |
| 2013 | 0    | 0    |
| 2014 | 3    | 0    |
| 통산 | 4    | 0    |